# Antonio Andrés Sancho
Pour les articles homonymes, voir Andrés et Sancho.
Andrés  Sancho est un nom espagnol. Le premier nom de famille, en général paternel, est Andrés ; le second, en général maternel, souvent omis, est Sancho.
Francisco Antonio Andrés Sancho, né le 27 avril 1913 à Aras de los Olmos et mort le 24 janvier 1985 à Valence, est un coureur cycliste espagnol. Professionnel de 1935 à 1947, il remporte notamment deux titres de championnats d'Espagne, un Tour de Catalogne et trois étapes du Tour d'Espagne.

## Palmarès
- 1935
  - 2e de Jaca-Barcelone
- 1939
  -  Champion d'Espagne sur route
  - Tour d'Aragon :
    - Classement général
    - 1re et 5e étapes

  - Circuito de la Ribera de Jalón
  - 2e de Barcelone-Madrid
- 1940
  - Trofeo Masferrer :
    - Classement général
    - 1rea étape (contre-la-montre)

  - 2e du Tour de Cantabrie
  - 3e du Circuito del Norte
- 1941
  -  Champion d'Espagne sur route
  - 7e étape du Tour d'Espagne
  - Tour de Catalogne :
    - Classement général
    - 3e étape

  - 2e du Trofeo Masferrer
  - 3e du Circuito del Norte
  - 3e de Madrid-Valence
  - 5e du Tour d'Espagne
- 1942
  - 14ea étape du Tour d'Espagne (contre-la-montre)
  - 1re étape du Tour de Catalogne (contre-la-montre par équipes)
  - 2e du championnat d'Espagne sur route
  - 3e du Trofeo Masferrer
  - 3e du Tour d'Espagne
- 1943
  - 1reb étape du Trofeo Masferrer (contre-la-montre)
  - Classement général du Tour du Levant
  - 2e du Trofeo Masferrer
- 1944
  - Trofeo Masferrer :
    - Classement général
    - 1reb étape (contre-la-montre)

  - 2e de Madrid-Valence
- 1946
  - 2eb étape du Tour d'Espagne
  - 2e du Circuito de la Ribera de Jalón
  - 2e du championnat d'Espagne sur route
  - 7e du Tour d'Espagne

## Résultats sur le Tour d'Espagne
7 participations
- 1935 : 18e
- 1936 : abandon (5e étape[2])
- 1941 : 5e, vainqueur de la 7e étape
- 1942 : 3e, vainqueur de la 14ea étape (contre-la-montre)
- 1945 : 19e
- 1946 : 7e, vainqueur de la 2eb étape
- 1947 : abandon sur chute (1re étape[3])